# Hàn Chính (chính khách)
Hàn Chính (tiếng Trung: 韩正; bính âm: Hán Zhèng; sinh ngày 22 tháng 4 năm 1954) là chính khách nước Cộng hòa Nhân dân Trung Hoa. Ông hiện là Phó Chủ tịch nước Cộng hòa Nhân dân Trung Hoa từ tháng 3 năm 2023. 
Ông nguyên là Thị trưởng Thượng Hải từ năm 2003 đến năm 2012 và là quyền Bí thư Thành ủy Thượng Hải từ năm 2006 đến năm 2007 khi người tiền nhiệm Trần Lương Vũ của ông bị cách chức. Ngày 20 tháng 11 năm 2012, ông được bổ nhiệm làm Bí thư Thành ủy Thượng Hải, chức vụ chính trị cao nhất thành phố, sau khi được bầu vào Bộ Chính trị tại Đại hội Đảng Cộng sản Trung Quốc lần thứ 18. Hàn Chính từng được cho là một thành viên của bang Thượng Hải, do nguyên Tổng Bí thư Giang Trạch Dân đứng đầu.

## Tiểu sử
Ông sinh ra ở Thượng Hải, nhưng tổ tiên ông ở Từ Hi, ở tỉnh Chiết Giang. Ông bắt đầu làm người lao động tại một nhà kho vào những năm cuối của cuộc cách mạng Văn hóa. Ông gia nhập Đảng Cộng sản Trung Quốc năm 1979. Sau đó, ông làm việc tại một công ty thiết bị hóa chất với chức vụ quản lý. Bắt đầu từ năm 1986, Hàn làm một chuyên viên chính tại đại học hóa công thành phố, sau đó làm bí thư đảng ủy tại Nhà máy Giày cao su Thượng Hải. Đến năm 1988, Hàn đã giám sát việc tổ chức đảng tại Nhà máy giày cao su Thượng Hải mở rộng, và đã được Thị trưởng Thượng Hải lúc đó là Chu Dung Cơ khen ngợi.
Tháng 6 năm 1990, Hàn chính thức tham gia Thành đoàn Thượng Hải, và trở thành phó bí thư thành đoàn phụ trách công việc hằng ngày của thành đoàn, sau đó được bầu làm bí thư thành đoàn Thượng Hải vào năm 1991. Tháng 11 năm 1992, ông được bổ nhiệm làm bí thư quận ủy quận Lô Loan. Trong nhiệm kỳ của ông ở quận này, Hàn dẫn đầu sáng kiến cải tạo đường Hoài Hà, chuyển con đường này thành một địa điểm mua sắm hấp dẫn. Hàn cũng tập trung vào việc xây dựng không gian xanh của quận. Sau đó ông lấy được bằng thạc sĩ từ Đại học Sư phạm Hoa Đông và được trao chức danh nhà kinh tếcao cấp.
Vào tháng 7 năm 1995, Hàn đã được bổ nhiệm làm phó bí thư thành ủy Thượng Hải phụ trách kinh t, quy hoạch thành phố, và các giám đốc văn phòng phụ trách các quy định an ninh trật tự. Tháng 12 năm 1997, ông được bổ nhiệm làm ủy viên Ủy ban Thường vụ Đảng ủy thành phố. Tháng 2 năm 1998, ông được bổ nhiệm làm Phó thị trưởng thành phố Thượng Hải; Tháng 5 năm 2002, ông được bổ nhiệm Phó Bí thư Đảng ủy Thượng Hải.

Hàn Chính được bầu vào Ban Chấp hành Trung ương Đảng Cộng sản Trung Quốc tại Đại hội Đảng lần thứ 16 vào năm 2002. Năm 2003, ông được bổ nhiệm làm Thị trưởng Thượng Hải ở tuổi 48, Thị trưởng trẻ nhất thành phố trong năm mươi năm. Ông là người ủng hộ sự phát triển của thị trường bất động sản Thượng Hải. Hàn có hình ảnh chủ yếu là tích cực với công dân Thượng Hải vì sự cởi mở và minh bạch của mình. Tuy nhiên, bởi vì ông đã phục vụ dưới Trần Lương Vũ, Bí thư Thành ủy Thượng Hải vào thời điểm đó, nên Hàn đã tán thành nhiều chính sách của Trần, đặc biệt là những chính sách có lợi cho sự phát triển cục bộ của Thượng Hải, trái ngược với một cách tiếp cận cân bằng hơn được các nhà lãnh đạo quốc gia chủ trương.